# ФК Ренова
ФК Ренова је фудбалски клуб из села Џепчиште, општина Тетово у Северној Македонији. Клуб је основан 2003. године и тренутно се такмичи у Првој лиги Македоније. Своје утакмице игра на Градском стадиону у Тетову.

## Историја
Године 2000. је основана фудбалска школа. Као резултат успешног рада 2003. за школу се заинтересовала фирма „Ренова“ из села Џепчишта и школа мења име у Ренова. Одмах затим се родила идеја о оснивању сениорске фудбалске екипе и после разних анализа одлучено је да се узме екипа ФК Шкумбини која се такмичи у Трећој лиги. Екипа Шкумбини се преименовала у ФК Ренова и у сезони 2003/04. се такмичила под новим именом.
ФК Ренова постаје добро организована екипа, у овој конкуренцији осваја прво место. Да би се квалификовала у Другу лигу Македоније морала је играти доигравање са екипом ФК Вардар Неготино, коју је победила после извођења једанаестераца.
У сезони 2004/05. у Другој лиги показује своје амбиције за пласман у Прву лигу. По добијању нове управе, одличном организацијом и великим радом и залагањем свих у клубу Ренова на крају заузима друго место у лиги, што јој доноси пласман у виши ранг.
Од сезоне 2005/06. стални је члан Прве лиге, а у сезони 2007/08. освајањем петог места обезбеђује свој први излазак у Европу, играјући у Интертото куп 2008.
У сезони 2009/10. Ренова је освојила први титулу првака Македоније. Две године касније, у сезони 2011/12. Ренова је дошла и до трофеја Купа Македоније, победивши у финалу Работнички са 3:1.

## Трофеји
Прва лига Македоније:
- Првак (1): 2009/10.

Куп Македоније:
- Освајач (1): 2011/12.

## ФК Ренова у европским такмичењима
| Сезона   | Такмичење          | Коло        | Држава        | Клуб         | Резултат           |
| -------- | ------------------ | ----------- | ------------- | ------------ | ------------------ |
| 2008.    | Интертото куп      | 1. коло     | Хрватска      | Ријека       | 0:0, 2:0           |
|          |                    | 2. коло     | Израел        | Бнеј Сакнин  | 1:2, 0:1           |
| 2009/10. | УЕФА лига Европе   | 1. коло кв  | Белорусија    | Динамо Минск | 1:2, 1:1           |
| 2010/11. | УЕФА Лига шампиона | 1. коло кв  | Кипар         | Омонија      | 0:3, 0:2           |
| 2011/12. | УЕФА лига Европе   | 1. коло кв. | Северна Ирска | Гленторан    | 2:1, 1:2 (2:3 пен) |
| 2012/13. | УЕФА лига Европе   | 1. коло кв. | Сан Марино    | Либертас     | 4:0, 4:0           |
|          |                    | 2. коло кв. | Белорусија    | Гомељ        | 0:2, 1:0           |